# Ravenna Football Club 1913 2020-2021
Questa voce raccoglie le informazioni riguardanti il Ravenna Football Club 1913 nelle competizioni ufficiali della stagione 2020-2021.

## Stagione
Nella stagione 2020-2021 il Ravenna disputa il girone B del campionato di Serie C, raccoglie 30 punti con il penultimo posto. Disputa il Play-out con il Legnago, perdendo entrambe le gare e retrocedendo in Serie D. La stagione dei giallorossi è iniziata con il tecnico Giuseppe Magi, sostituito a metà novembre da Leonardo Colucci. Ottiene 14 punti nel girone di andata e 16 nel girone di ritorno. Un campionato iniziato male con una sconfitta a tavolino, per la posizione irregolare di un tesserato e finita peggio, con il ritorno del Ravenna nei campionati dilettanti. Il belga Benjamin Mokulu ha firmato 11 reti. Per questa stagione non si è giocata la Coppa Italia di Serie C.

## Divise e sponsor
Lo sponsor tecnico per la stagione 2020-2021 è Macron. Sul fronte delle maglie da gioco sono presenti i main sponsor S.a.p.i.r., Porto di Ravenna, GymH24 ed NTA, mentre al di sotto della numerazione posteriore è posto il marchio HD - Rare and Unique.

## Organigramma societario
Area direttiva
- Presidente: Alessandro Brunelli
- Presidente Onorario: Giorgio Bartolini
- Vice Presidente: Simone Campajola
- Consigliere: Ermanno Cicognani, Luca Grilli, Clementino Morigi, Massimo Mazzavillani, Maurizio Rivalta
- Direttore Generale: Claudia Zignani
- Segretario: Giannino Sanna
- Segreteria Commerciale: Sara Gobbi
- Amministrazione Commerciale: Clara Geminiani

Area comunicazione e marketing
- Responsabile Marketing e Comunicazione: Luca Zignani
- Responsabile Ufficio Stampa: Riccardo Romani
- Addetto Stampa: Luca Zignani
- Partnership Management & Speaker Ravenna FC: Massimiliano Montaguti
- Resp. Commerciale & S.L.O.: Lorenzo Zitignan
- Responsabile Organizzativo: Gianluca Sanna
- Direttore RFC Academy: Nevio Valdifiori
- Responsabile Organizzativo RFC Academy: Gianluca Ricci
- Responsabile Organizzativa & Team Manager RFC Academy: Elena Pirazzini

Area sportiva
- Direttore Sportivo: Matteo Sabbadini
- Team Manager: Pietro Sarti

Area tecnica
- Allenatore: Giuseppe Magi (1ª-11ª)
 Leonardo Colucci (12ª-)
- Vice Allenatore: Fabio Bruscaroli
- Preparatore Portieri: Rocco Crea
- Responsabile Preparazione Atletica: Giovanni De Maiti
- Preparatore Atletico: Luca Coralli
- Magazzinieri: Gianluca Manzoni, Paolo Fusconi, Silvano Versari

Area sanitaria
- Responsabile Sanitario: Franco Cavaliere
- Operatore Sanitario: Primo Bonetti
- Massaggiatori: Primo Bonetti, Stefano Rambelli, Martina Padovani

## Rosa
Dal sito internet ufficiale della società:
| N. |                         | Ruolo | Calciatore         |
| -- | ----------------------- | ----- | ------------------ |
| 1  | Italia (bandiera)       | P     | Alessandro Tonti   |
| 2  | Italia (bandiera)       | D     | Alberto Alari      |
| 3  | Italia (bandiera)       | D     | Emilio Vanacore    |
| 4  | Albania (bandiera)      | D     | Cristian Shiba     |
| 5  | Italia (bandiera)       | C     | Marco Fiorani      |
| 6  | Italia (bandiera)       | D     | Martino Cesprini   |
| 7  | Italia (bandiera)       | A     | Daniele Ferretti   |
| 8  | Italia (bandiera)       | C     | Simone Franchini   |
| 9  | RD del Congo (bandiera) | A     | Benjamin Mokulu    |
| 10 | Italia (bandiera)       | A     | Marco Meli         |
| 11 | Italia (bandiera)       | C     | Marco Marozzi      |
| 12 | Italia (bandiera)       | P     | Giovanni Salvatori |
| 13 | Italia (bandiera)       | D     | Paolo Marchi       |
| 14 | Italia (bandiera)       | D     | Enrico Zanoni      |
| 16 | Italia (bandiera)       | C     | Nicholas Marra     |

| N. |                   | Ruolo | Calciatore            |
| -- | ----------------- | ----- | --------------------- |
| 17 | Italia (bandiera) | A     | Simone Mancini        |
| 19 | Italia (bandiera) | D     | Antonio Pio Stellacci |
| 20 | Italia (bandiera) | A     | Riccardo Martignago   |
| 21 | Italia (bandiera) | A     | Marcello Senesi       |
| 22 | Italia (bandiera) | P     | Matteo Raspa          |
| 23 | Italia (bandiera) | D     | Nabil Caidi           |
| 24 | Italia (bandiera) | C     | Lorenzo De Grazia     |
| 25 | Italia (bandiera) | D     | William Jidayi        |
| 27 | Italia (bandiera) | C     | Salvatore Papa        |
| 28 | Italia (bandiera) | C     | Thomas Bolis          |
| 29 | Italia (bandiera) | A     | Alex Cossalter        |
| 30 | Italia (bandiera) | D     | Matteo Perri          |
| 31 | Italia (bandiera) | P     | Alessandro Antonini   |
| 32 | Italia (bandiera) | P     | Marco Albertoni       |

## Risultati

### Serie C

#### Girone di andata
| Arbitro: | Emmanuele (Pisa) |

|            |           |                      |
| Sereni 61’ | Marcatori | 25’ Tait 74’ Beccaro |

| Arbitro: | Marotta (Sapri) |

|              |           |  |
| Zanoli 45+1’ | Marcatori |  |

| Arbitro: | Cavaliere (Paola) |

|                         |           |             |
| S. Papa 39’ Marozzi 89’ | Marcatori | 71’ Gennari |

| Arbitro: | Cosso (Reggio Calabria) |

|                                         |           |  |
| Spagnoli 34’ Scappini 59’ Castiglia 65’ | Marcatori |  |

| Arbitro: | Centi (Viterbo) |

|                  |           |            |
| Litteri 18’, 58’ | Marcatori | 10’ Mokulu |

| Arbitro: | Grasso (Ariano Irpino) |

|                      |           |  |
| Caidi 28’ Mokulu 33’ | Marcatori |  |

| Arbitro: | Giordano (Novara) |

|                                              |           |  |
| Ceccarelli 18’ T. Morosini 28’ Scarsella 49’ | Marcatori |  |

| Arbitro: | Cherchi (Carbonia) |

|            |           |  |
| Mokulu 77’ | Marcatori |  |

| Arbitro: | Zucchetti (Siena) |

|                                       |           |                 |
| Bordo 16’ De Santis 42’ Moretti 90+3’ | Marcatori | 55’, 82’ Mokulu |

| Arbitro: | Monaldi (Macerata) |

|           |           |                            |
| Perri 65’ | Marcatori | 28’ Gerardi 77’ Sainz-Maza |

| Arbitro: | F. Longo (Paola) |

|                                       |           |  |
| Ciofi 4’ Ardizzone 26’, 34’ Koffi 29’ | Marcatori |  |

| Arbitro: | Pirrotta (Barcellona Pozzo di Gotto) |

|                   |           |                     |
| D. Ferretti 90+1’ | Marcatori | 76’ (rig.) R. Botta |

| Arbitro: | Ancora (Roma) |

|               |           |           |
| Ganz 65’, 69’ | Marcatori | 29’ Perri |

| Arbitro: | Di Graci (Como) |

|             |           |                                          |
| Fiorani 31’ | Marcatori | 5’ Della Latta 54’ Hraiech 90+4’ Santini |

| Arbitro: | Andreano (Prato) |

|                              |           |              |
| Demirovic 29’ Urbinati 90+2’ | Marcatori | 90+3’ Mokulu |

| Arbitro: | Rinaldi (Bassano del Grappa) |

|                                |           |                         |
| Mokulu 12’, 49’ Martignago 19’ | Marcatori | 79’ Mattiolo 87’ Carini |

| Arbitro: | Frascaro (Firenze) |

|                       |           |               |
| Minesso 21’, 52’, 74’ | Marcatori | 62’ Franchini |

| Arbitro: | Saia (Palermo) |

|               |           |                   |
| Franchini 32’ | Marcatori | 56’ Dipaolantonio |

| Arbitro: | Repace (Perugia) |

|                                         |           |                         |
| De Cenco 61’, 70’ D. Ferretti 66’ (}81) | Marcatori | 31’ Mokulu 90+2’ Sereni |

#### Girone di ritorno
| Arbitro: | Di Marco (Ciampino) |

|                        |           |                     |
| Malomo 16’ Beccaro 60’ | Marcatori | 46+2’ (rig.) Mokulu |

| Arbitro: | Fiero (Pistoia) |

|            |           |               |
| Mokulu 63’ | Marcatori | 23’ Bulevardi |

| Pesaro 3 febbraio 2021, ore CET 22ª giornata | Vis Pesaro         | 0 – 0 referto | Ravenna | Stadio Tonino Benelli\| Arbitro: \| Nicolini (Brescia) \| |
| Arbitro:                                     | Nicolini (Brescia) |               |         |                                                           |

| Ravenna 7 febbraio 2021, ore CET 23ª giornata | Ravenna        | 0 – 0 referto | Modena | Stadio Bruno Benelli\| Arbitro: \| Colombo (Como) \| |
| Arbitro:                                      | Colombo (Como) |               |        |                                                      |

| Arbitro: | Cosso (Reggio Calabria) |

|  |           |             |
|  | Marcatori | 81’ Litteri |

| Arbitro: | Scarpa (Collegno) |

|                |           |            |
| Pittarello 62’ | Marcatori | 54’ Sereni |

| Ravenna 21 febbraio 2021, ore CET 26ª giornata | Ravenna                    | 0 – 0 referto | Feralpisalò | Stadio Bruno Benelli\| Arbitro: \| Cascone (Nocera Inferiore) \| |
| Arbitro:                                       | Cascone (Nocera Inferiore) |               |             |                                                                  |

| Arbitro: | Virgilio (Trapani) |

|             |           |                |
| Gentile 12’ | Marcatori | 60’ Martignago |

| Arbitro: | Angelucci (Foligno) |

|  |           |             |
|  | Marcatori | 11’ Alberti |

| Arbitro: | Cherchi (Carbonia) |

|                                         |           |                   |
| Miguel Angel 23’, 30’ J. Pellegrini 32’ | Marcatori | 21’ (rig.) Sereni |

| Arbitro: | Monaldi (Macerata) |

|                          |           |                                 |
| D. Ferretti 10’ Papa 74’ | Marcatori | 88’, 90+1’ (rig.) D. Di Gennaro |

| San Benedetto del Tronto (17 marzo) rinv. 24 marzo 2021, ore CEST 31ª giornata | Sambenedettese   | 0 – 0 referto | Ravenna | Stadio Riviera delle Palme\| Arbitro: \| Collu (Cagliari) \| |
| Arbitro:                                                                       | Collu (Cagliari) |               |         |                                                              |

| Arbitro: | Bordin (Bassano del Grappa) |

|  |           |                                         |
|  | Marcatori | 39’ (rig.) Guccione 69’ (rig.) Cheddira |

| Arbitro: | Galipò (Firenze) |

|                                           |           |  |
| Hallfreðsson 28’ Chiricò 54’ Biasci 90+1’ | Marcatori |  |

| Ravenna 3 aprile 2021, ore CEST 34ª giornata | Ravenna        | 0 – 0 referto | Fermana | Stadio Bruno Benelli\| Arbitro: \| Vergaro (Bari) \| |
| Arbitro:                                     | Vergaro (Bari) |               |         |                                                      |

| Arbitro: | Petrella (Viterbo) |

|  |           |               |
|  | Marcatori | 35’, 62’ Papa |

| Arbitro: | Fiero (Pistoia) |

|  |           |                                     |
|  | Marcatori | 54’ Rosi 74’ Bianchimano 89’ Burrai |

| Arbitro: | Zufferli (Udine) |

|                    |           |                |
| Di Paolantonio 28’ | Marcatori | 20’ Martignago |

| Arbitro: | Colombo (Como) |

|                              |           |                  |
| D. Ferretti 65’ Sereni 90+2’ | Marcatori | 73’ (rig.) Ghion |

### Play-out
| Arbitro: | D'Ascanio (Ancona) |

|  |           |                  |
|  | Marcatori | 70’ (rig.) Buric |

| Arbitro: | G. Miele (Nola) |

|                             |           |  |
| Bulevardi 9’, 81’ Buric 70’ | Marcatori |  |

### Statistiche di squadra
| Competizione | Punti | In casa | In casa | In casa | In casa | In casa | In casa | In trasferta | In trasferta | In trasferta | In trasferta | In trasferta | In trasferta | Totale | Totale | Totale | Totale | Totale | Totale | DR |
| Competizione | Punti | G       | V       | N       | P       | Gf      | Gs      | G            | V            | N            | P            | Gf           | Gs           | G      | V      | N      | P      | Gf     | Gs     | DR |
| ------------ | ----- | ------- | ------- | ------- | ------- | ------- | ------- | ------------ | ------------ | ------------ | ------------ | ------------ | ------------ | ------ | ------ | ------ | ------ | ------ | ------ | -- |
| Serie C      | -     | 0       | 0       | 0       | 0       | 0       | 0       | 0            | 0            | 0            | 0            | 0            | 0            | 0      | 0      | 0      | 0      | 0      | 0      | 0  |
| Totale       | -     | 0       | 0       | 0       | 0       | 0       | 0       | 0            | 0            | 0            | 0            | 0            | 0            | 0      | 0      | 0      | 0      | 0      | 0      | 0  |

### Andamento in campionato
| Giornata  | 1  | 2  | 3  | 4  | 5  | 6  | 7  | 8  | 9  | 10 | 11 | 12 | 13 | 14 | 15 | 16 | 17 | 18 | 19 | 20 | 21 | 22 | 23 | 24 | 25 | 26 | 27 | 28 | 29 | 30 | 31 | 32 | 33 | 34 | 35 | 36 | 37 | 38 |
| --------- | -- | -- | -- | -- | -- | -- | -- | -- | -- | -- | -- | -- | -- | -- | -- | -- | -- | -- | -- | -- | -- | -- | -- | -- | -- | -- | -- | -- | -- | -- | -- | -- | -- | -- | -- | -- | -- | -- |
| Luogo     | C  | T  | C  | T  | T  | C  | T  | C  | T  | C  | T  | C  | T  | C  | T  | C  | T  | C  | T  | T  | C  | T  | C  | C  | T  | C  | T  | C  | T  | C  | T  | C  | T  | C  | T  | C  | T  | C  |
| Risultato | P  | P  | V  | P  | P  | V  | P  | V  | P  | P  | P  | N  | P  | P  | P  | V  | P  | N  | P  | P  | N  | N  | N  | P  | N  | N  | N  | P  | P  | N  | N  | P  | P  | N  | V  | P  | N  | V  |
| Posizione | 19 | 19 | 16 | 18 | 18 | 17 | 17 | 17 | 19 | 19 | 19 | 19 | 19 | 19 | 19 | 19 | 19 | 19 | 19 | 19 | 19 | 19 | 19 | 19 | 19 | 19 | 19 | 19 | 19 | 19 | 19 | 19 | 19 | 19 | 19 | 20 | 20 | 19 |

Fonte:  Serie C - Girone B, su calcio.com.
Legenda:

Luogo: C = Casa; T = Trasferta. Risultato: V = Vittoria; N = Pareggio; P = Sconfitta.